# Хоумвуд, Томас
Томас Хоумвуд (англ. Thomas Homewood; 25 сентября 1881 — 1 февраля 1945) — британский полицейский и перетягиватель каната, бронзовый призёр летних Олимпийских игр 1908.
На Играх 1908 в Лондоне Хоумвуд участвовал в турнире по перетягиванию каната, в котором его команда заняла третье место.